# عثمان مصطفى
عثمان مصطفى (1946 - 6 نوفمبر 2020) فنان سوداني برز في مجال الغناء وعلوم الموسيقى حيث عمل بالتدريس للموسيقى وتخرج على يده بعض رموز فن الغناء في السودان وسجل العديد من الأغنيات والأعمال الموسيقية الخاصة في السودان وخارجه كما ساهم في العمل النقابي بالسودان وشغل أمين عام اتحاد الفنانين الغنائيين السودانيين.

## الميلاد والنشأة
ولد عثمان مصطفى عام 1946 بالرميلة بالخرطوم بالسودان وسط أسرة متصوفة على الطريقة القادرية، ووالده مصطفى سليمان الإمام، كان سياسيا ينتمي إلى الحزب الوطني الإتحادي بالسودان الحزب الوطني الديمقراطي حاليا. وعثمان متزوج وله ولداً وبنت، مازن وميسون.

## المراحل التعليمية
درس بخلوة الفكي موسى بالرميلة وبمسجد الشيخ دفع الله الغرقان، قبل أن يبدأ تعليمه النظامي في مدرسة عبد المنعم الابتدائية بالحلة الجديدة بالخرطوم ثم في معهد حسين الحمامي لتدريس اللغات وانتقل بعد ذلك إلى مدرسة الخرطوم القديمة. وفي عام 1969 التحق بمعهد الموسيقى والمسرح السودان ( كلية الموسيقى والدراما بجامعة السودان للعلوم والتكنولوجيا حاليا)، وتخرج فيه بدرجة البكالريوس في الموسيقى عام 1974م، وفي عام 1976 سافر إلى إيطاليا في بعثة دراسية للتدريب على الغناء بمعهد الموسيقى ليشينيو ريفيشي «Conservatorio Licinio Refice» بمدينة فروزينوني الإيطالية لمدة عامين. وابتعث في عام 1979م إلى القاهرة بمصر لدراسة الموسيقى الغنائية بمعهد القاهرة الموسيقي ضمن برنامج للدراسات الموسيقية فوق الجامعية. ثم سافر إلى مصر مجددا لمواصلة تعليمه فوق الجامعي بالقاهرة حيث حصل على درجة ماجستير عام 2004 م ثم نال درجة الدكتوراة في عام 2007م.

## المسيرة الفنية
أجيز صوت عثمان مصطفى في لجنة الأصوات الجديدة بالإذاعة السودانية عام 1965 وكانت أغنية «والله مشتاقين» أول عمل سجله في الإذاعة، وهي من كلمات الشاعر إسماعيل حسن الذي كان قد صاغها في الأصل لحساب الفنان محمد وردي والذي قام بدوره بوضع الحانها قبل أن يتنازل عنها لعثمان مصطفى. وتوالت بعد ذلك أعمال عثمان مصطفى الغنائية الخاصة به حتى فاقت الخمسين أغنية مسجلة، منها أغنية راح الميعاد وهي من ألحان عربي الصلحي، وأغنيات فيها إيه لو جيتنا فايت، من تأليف عبد اللطيف خضر، وماضي الذكريات من كلمات الشاعر الجيلي محمد صالح وألحان الموسيقار موسى محمد إبراهيم، وما بتنشتل الزهرة في الأرض اليباب، وتعال يا قلبي سيبو، و ما بعاتبك ما بلومك، وغيرها وتدرج عثمان مصطفى في تصنيف المطربين حتى وصل إلى درجة «رائد» وهي أعلى درجة تُمنح للمطربين بالإذاعة السودانية.
وله أيضا بعض الأعمال الغنائية المسجلة في هيئة الإذاعة البريطانية في لندن ، وإذاعة وادي النيل (ركن السودان سابقا) بالقاهرة. كما قدم برنامجاً أسبوعياً في ثمانينات القرن الماضي بإذاعة ركن السودان باسم «إيقاع ونغم» وكان برنامجاَ تحليلياً للغناء السوداني استمر لمدة ثلاثة أعوام.
ويعد أوبريت ملحمة ( قصة ثورة) التي قدمها على خشبة المسرح القومي بأم درمان عام 1968 بقيادة الفنان محمد الأمين ومشاركة كل من أم بلينا السنوسي وخليل إسماعيل وبهاء الدين عبد الرحمن من أهم الأعمال الفنية التي ساعدت كثيرا في توسيع نطاق في شهرته الفنية في السودان.

## النشاط المهني والنقابي
كانت أول وظيفة تبوأها بوزارة الثقافة والإعلام عام 1969 كعازف لآلات موسيقية. «كنت أتقاضى مرتبا كبيرا قدره 20 جنيها وكان حينها يغطي كل منصرفات المنزل ومنصرفاتي الشخصية». قال عثمان مصطفى في إحدى مقابلاته الصحفية. وحال تخرجه في معهد الموسيقى والمسرح تم تعيينه مدرسا معيدا بقسم الغناء في المعهد نفسه ليشغل فيه أيضاً فيما بعد منصب رئيس شعبة الغناء والموسيقى . وقد تحول المعهد لاحقاً إلى كلية الموسيقى والدراما بجامعة السودان للعلوم والتكنولوجيا والتي أصبح عثمان مصطفى عضوا بمجلس إدارتها لسنوات عديدة.
شارك عثمان مصطفى في النشاط النقابي بالسودان حيث عمل أمينا عاماً لإتحاد الفنانين السودانيين في ثمانينات القرن الماضي وأنضم إلى لجنة الألحان والأصوات بالإذاعة السودانية ليصبح عضوا فيها حتى منتصف تسعينات القرن الماضي، وشغل أيضا منصب رئيس لجنة المصنفات الأدبية والفنية بالإذاعة الإتحادية السودانية لمدة سبعة سنوات. وفي منتصف التسعينات تم تعيينه عضواً لأول مجلس إدارة للهيئة القومية للإذاعة والتلفزيون ثم عضواً بلجنة الدستور القومية الممثلة لفئة الفنانين بالسودان. ويشغل الآن منصب عضو اللجنة الموسيقية التابعة للجنة اليونسكو بالخرطوم، وأستاذا بدرجة بروفيسور مساعد بجامعة السودان للعلوم التكنولوجية وهو كذلك أمين عام جمعية الصداقة السودانية الأثيوبية بمجلس الصداقة الشعبية ويتمتع حالياً بعضوية كل من مجلس الأمناء بمؤسسة القدس الدولية والمكتب التنفيذي للمجمع العربي للموسيقى التابع لجامعة الدول العربية بالأردن ، ممثلاً للسودان، ورئاسة لجنة تراث الموسيقى التقليدية وهو أيضاً من مؤسسي جامعة الزعيم الأزهري بالخرطوم حيث كان عضواً بمجلس الأمناء عند التأسيس. يقول عثمان مصطفى إنه عمل أيضا محرراً بمجلة الدستورالعراقية،

## مؤلفاته
- كتاب أغاني وسط السودان في القرن الحادي والعشرين.. دراسات تحليلية وتطبيقية (تحت الطبع، يوليو 2017).[6]
- ورقة عن الموسيقى والعولمة في القرن الحادي والعشرون.[5]

## الرحلات الخارجية
كانت أول رحلة للفنان عثمان مصطفى إلى خارج السودان في عام 1967 إلى القاهرة قبيل اندلاع حرب يونيو/حزيران بدعوة من إذاعة ركن السودان وبرفقة كل من أحمد المصطفى و سيد خليفة، وصلاح بن البادية وعبد المنعم حسيب وذلك للمشاركة في حفل «أضواء المدينة» الذي كان يقدمه المذيع المصري جلال معوض. وفي عام 1977م إنتدب للعمل بالمنظمة العربية للتربية والثقافة والعلوم التابعة لجامعة الدول العربية بمكتب شرق أفريقيا لتدريس الموسيقى بمعهد يوسف الكونين بالعاصمة الصومالية مقديشو وذلك لمدة عامين حيث قام مع مجموعة من المتخصصين بتأسيس المعهد.
وشارك عثمان مصطفى في تمثيل السودان في الكثير من البعثات السودانية الفنية خارجه شملت حوالي 25 دولة عربية، وإفريقية، وأوربية، وآسيوية كما شارك بأعماله في بعض المهرجانات الدولية في مجال الموسيقى والغناء من بينها:
- مهرجان الموسيقى في ألمانيا عام 1972م
- مهرجان القرن الأفريقي عام 2006 م برعاية من الإتحاد الأفريقي.
- مهرجان أغنية السلام بدار الأوبرا بمصر عام 1994م .
- مهرجان الأغنية الصوفية بالهند عام 2001 م.

كما شارك في عدد من الحفلات الغنائيـة بكونسـرفتوار القاهرة بمصاحبة البروفسور كارل هانز رئيس أكاديمية هانوفر الموسيقية بألمانيا.

## الجوائز
نال عثمان مصطفى عدة جوائز ومكافآت تكريمية وتشريفية منها:
- جائزة تقديرية وعينية من رئيس جمهورية جيبوتي 1992م
- نوط الجدارة من رئاسة الجمهورية بالسودان عام 1972 م.
- وسام العلم والآداب والفنون من الدولة بالسودان عام 1975م.
- درع الثقافة من اللجنة القومية العليا بمهرجان الخرطوم عاصمة الثقافة عام 2005م

كما نال زمالة الإذاعيين السودانيين.

### حفلات وشهادات التكريـم
- تكريم من نادي الرميلة بمناسبة حصوله على درجة الدكتوراة.
- تكريم من نادي الدفاع بالحلة الجديدة بالخرطوم بمناسبة نيله الدكتوراة.
- شهادة تكريم من الاتحاد العام لطلاب جامعة السودان للعلوم والتكنولوجي في عام 2010م.
- تكريم من جمعية فاس سايس للتنمية الثقافية والاجتماعية بالمملكة المغربية 2010 م.[5][7]